# 11766 Fredseares
11766 Fredseares eller 9073 P-L är en asteroid i huvudbältet som upptäcktes den 17 oktober 1960 av den nederländsk-amerikanske astronomen Tom Gehrels och det nederländska astronomparet Ingrid van Houten-Groeneveld och Cornelis Johannes van Houten vid Palomarobservatoriet. Den är uppkallad efter den amerikanska astronomen Frederick Hanley Seares.
Asteroiden har en diameter på ungefär 14 kilometer och den tillhör asteroidgruppen Hygiea.